# Биков Дмитро В'ячеславович
Дмитро В'ячеславович Биков (рос. Дмитрий Вячеславович Быков; 5 травня 1977, м. Іжевськ, СРСР) — російський хокеїст, захисник. Виступає за «Торпедо» (Нижній Новгород) у Континентальній хокейній лізі. Заслужений майстер спорта Росії (2002).

## З життєпису
Вихованець хокейної школи «Іжсталь» (Іжевськ). Виступав за ЦСК ВВС (Самара), «Лада» (Тольятті), «Локомотив» (Ярославль), «Детройт Ред-Вінгс», «Ак Барс» (Казань), «Динамо» (Москва), «Атлант» (Митищі), «Металург» (Магнітогорськ), «Торпедо» (Нижній Новгород), «Амур» (Хабаровськ), ЦСКА (Софія, Болгарія).
В чемпіонатах НХЛ — 71 матч (2+10), у турнірах Кубка Стенлі — 4 матчі (0+0).
У складі національної збірної Росії учасник чемпіонатів світу 1999, 2002, 2004 і 2006 (24 матчі, 5+2).
Досягнення
- Срібний призер чемпіонату світу (2002)
- Срібний призер чемпіонату Росії (2000, 2002), бронзовий призер (2004)
- Володар Кубка європейських чемпіонів (2006)
- Фіналіст Кубка Гагаріна (2011).